# Giro d'Italia de 1953
Giro d'Italia 1953 foi a trigésima sexta edição da prova ciclística Giro d'Italia (Corsa Rosa), realizada entre os dias 12 de maio e 1º de junho de 1953.
A competição foi realizada em 21 etapas com um total de 4.035 km.
O vencedor foi o ciclista italiano Fausto Coppi. Largaram 112 competidores, cruzaram a linha de chegada 72 corredores.